# Distretto di Ranchi
Il distretto di Ranchi è un distretto del Jharkhand, in India, di 2 783 577 abitanti. Il suo capoluogo è Ranchi.